# Kandla (Saaremaa)
Koordinaten: 58° 22′ N, 22° 17′ O
Kandla (deutsch Kandel) ist ein Dorf (estnisch küla) auf der größten estnischen Insel Saaremaa. Es gehört zur Landgemeinde Saaremaa (bis 2017: Landgemeinde Lääne-Saare) im Kreis Saare.

## Einwohnerschaft und Lage
Das Dorf hat achtzehn Einwohner (Stand 1. Januar 2016). Seine Fläche beträgt 6,64 km².
Der Ort liegt 17 Kilometer nordwestlich der Inselhauptstadt Kuressaare. Westlich des Dorfs liegt der See Karujärv.